# Semiothisa fitzgeraldi
Semiothisa fitzgeraldi là một loài bướm đêm trong họ Geometridae.